# Servant
Servant è un comune francese di 558 abitanti situato nel dipartimento del Puy-de-Dôme nella regione dell'Alvernia-Rodano-Alpi.

## Storia

### Simboli
Il colore azzurro dello stemma è ripreso da quello dei Borbone, presenti sul territorio dalla metà del XIV secolo fino alla Rivoluzione francese.
Il colore rosso proviene invece dallo stemma dei signori di Mercoeur, di cui gli abitanti di Servant furono vassalli fino alla morte di Roberto III, conte di Clermont.
La coltivazione della canapa conobbe un notevole sviluppo nel XVIII secolo per la fabbricazione di corde e vele per la marina mercantile, all'epoca in piena espansione. Questa coltura sostentava 23 famiglie e 10 commercianti in questo comune.
L'anfora è l'attributo di san Bonito di Clermont, patrono del comune e protettore dei vasai.
Il lupo è simbolo della famiglia Le Loup, signori dei feudi di Saugères e Beauvoir.

## Società

### Evoluzione demografica
Abitanti censiti